# Bagadais de Nuremberg
Le Bagadais de Nuremberg (en allemand Nürnberger Bagdette) est une race de pigeon domestique originaire d'Allemagne. Oiseau de concours et d'expositions, il appartient au groupe des pigeons caronculés.

## Historique
Le Bagadais de Nuremberg est une race ancienne, développée dans la région de Nuremberg depuis au moins le XVIIIe siècle,. L'origine exacte de ces oiseaux n'est pas vraiment connue, mais la plus supposée est qu'ils descendraient d'oiseaux importés de la région de Bagdad, ce qui aurait donné son nom à diverses races de Bagadais.
En 1735, la race est nommée « Scandaroon » en anglais. Ce nom vient du port d'Alexandrette, nommé en turc İskenderun. C'est par celui-ci que les premiers oiseaux auraient été importés vers l'Europe.

## Description
C'est un oiseau haut sur pattes. Son bec, la tête et le cou forment une courbe arrondie. Le bec est long et fort, avec des morilles bien développées. Les yeux sont grand, de couleurs rouge à orangé ; chez les individus blancs, ils sont de couleur noire. Le cou est long, sur une poitrine large. Des ailes de longueur moyenne, couvrent un dos presque horizontal. Les pattes rouges sont nues. Diverses couleurs sont visibles chez cette race. Le plumage peut être unie, pie ou panaché.

## Élevage
La race est élevée avant tout pour son apparence. C'est un oiseau d'ornement présenté lors de concours et expositions avicoles.

## Standard et diffusion
Le standard est géré par l'Allemagne (D/0105). L'oiseau est bagué avec une bague de 10 mm.
La race s'est diffusée à l'international et elle peut être trouvée dans divers pays comme la Turquie ou les États-Unis.

## Galerie

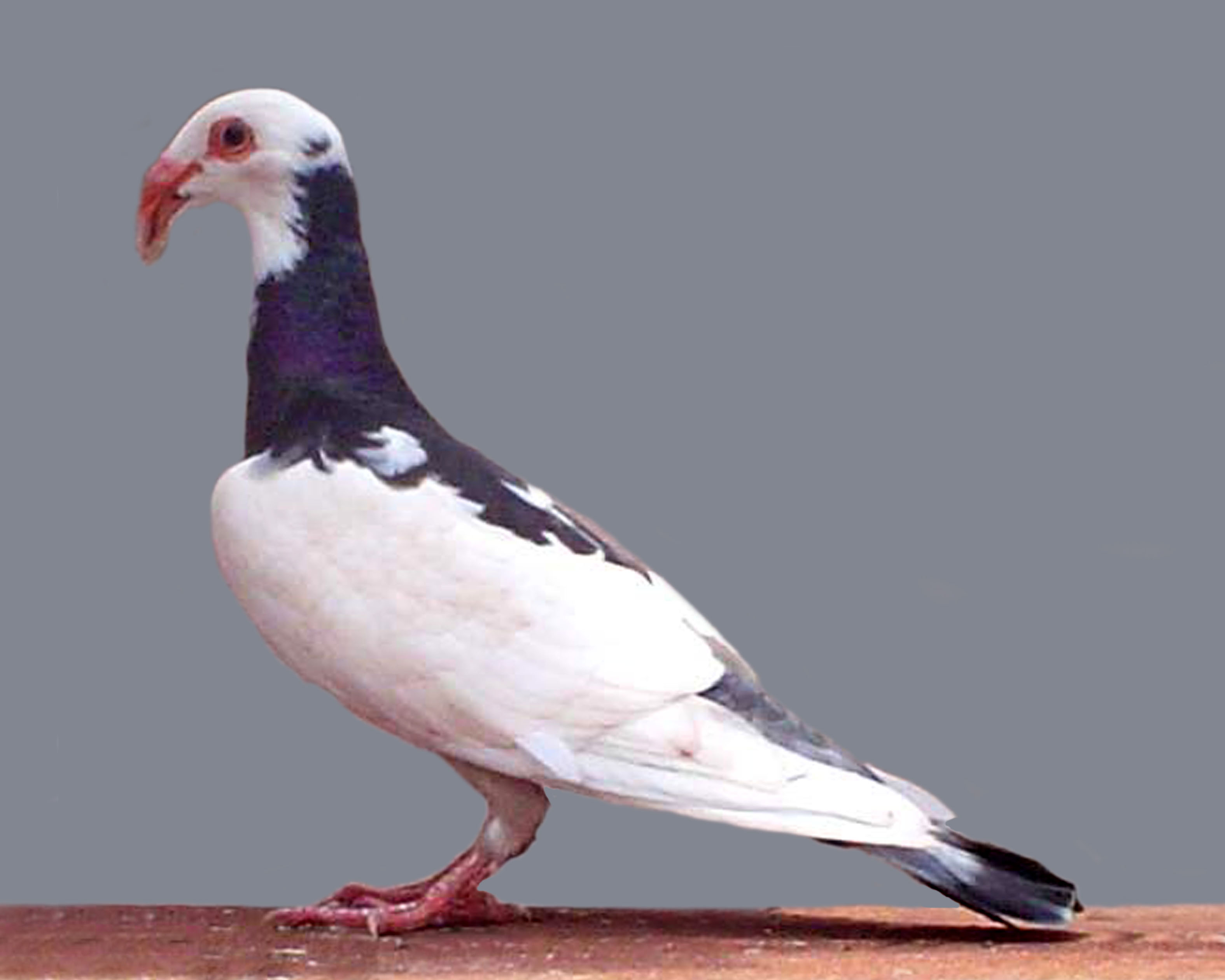
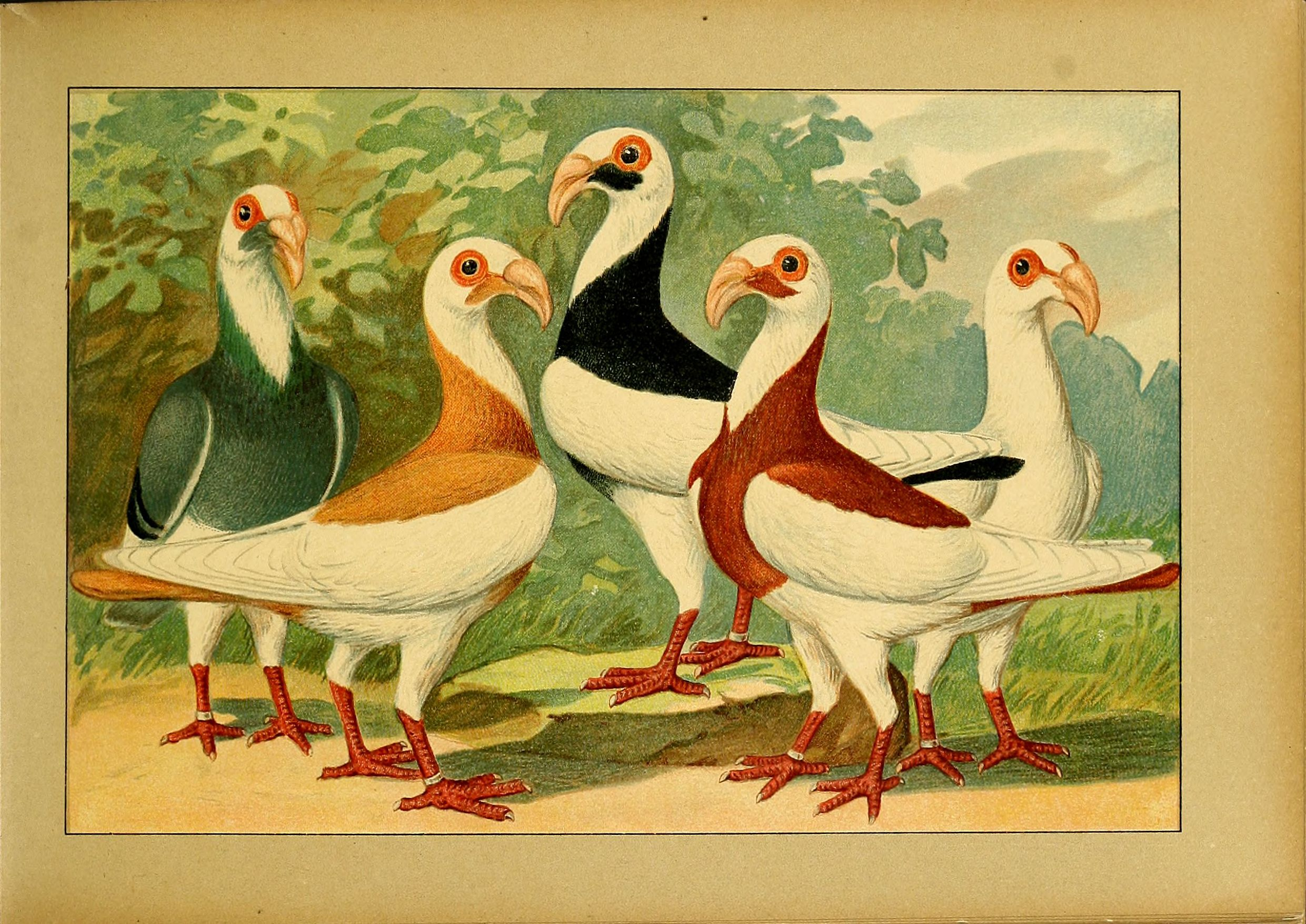
Illustration de 1906.
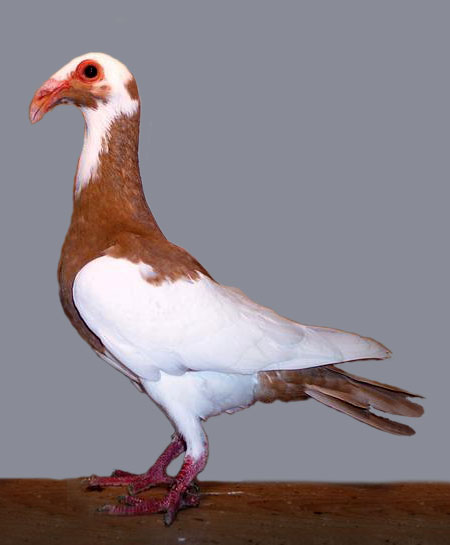

## Annexe